# Trung tâm Thương mại Sapa (Praha)

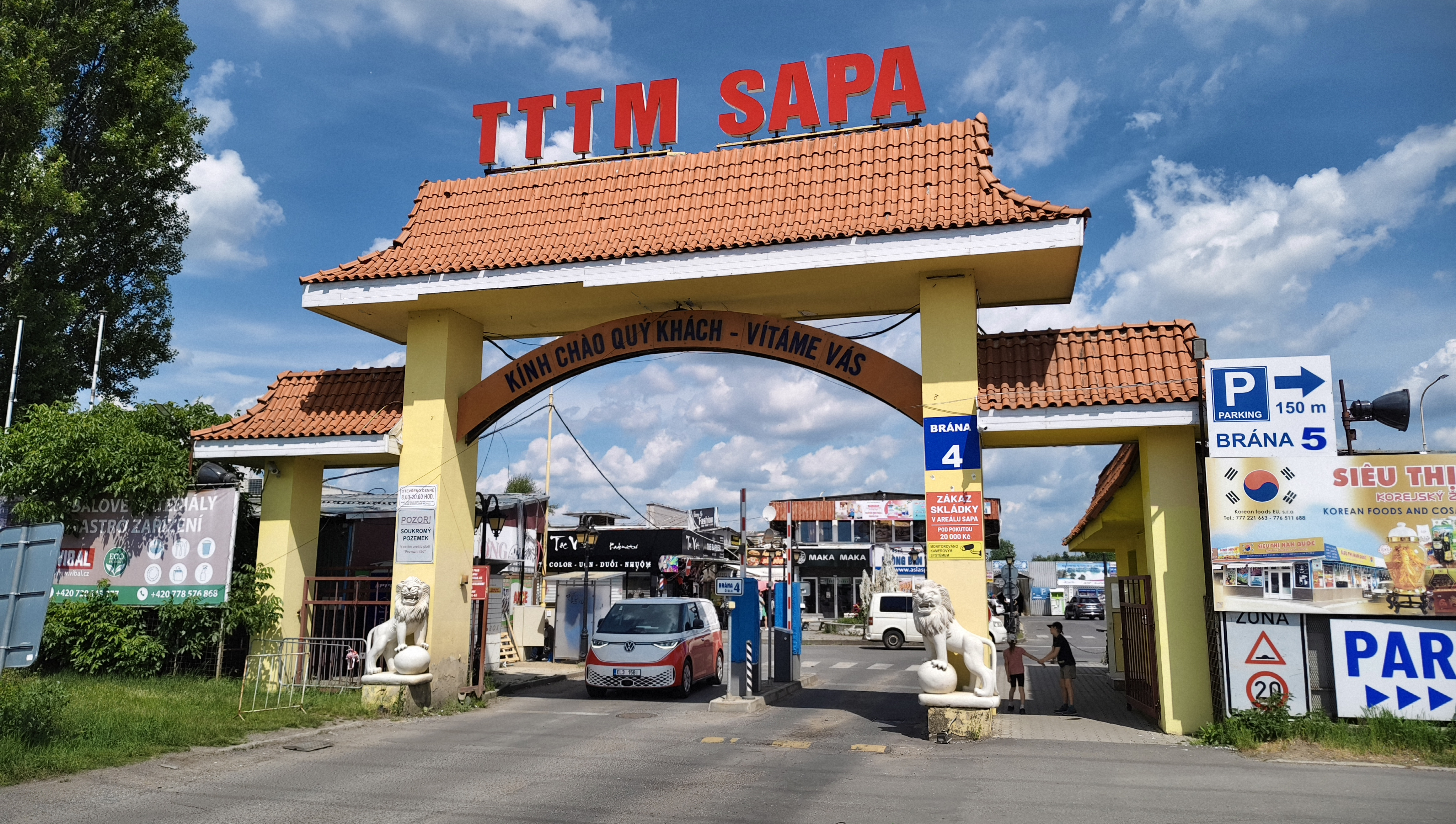

Chợ Sa Pa hay (Trung tâm thương mại Sapa, Tiếng Séc: Obchodní centrum Sapa) nằm cách trung tâm Phố cổ Praha khoảng 15 cây số, ở phường Libuš, nơi có khoảng 3500 người Việt sinh sống. Trung tâm thương mại này nằm trên một khoảnh đất vài chục ha ở vùng 4 Praha thuộc chủ quyền hoàn toàn của người Việt. Vùng đất này trước đây là trại gà Libuš, được người Việt mua với giá là 746 triệu korun. Đây là 'thành phố' riêng của người Việt Nam tại Praha, được chủ quản bởi công ty Saparia. Khu đất tạm thời mang diện tích 35 héc-ta bao gồm các kho, quầy, công hàng và sòng bạc. Công ty Saparia đã gửi dự án lên ủy ban xét duyệt yếu tố môi trường xin mở rộng thêm 20 héc-ta nữa với mục đích xây dựng khu trung tâm thương mại dành cho hàng nghìn người lao động.

## Mậu dịch
Ngoài ngành kinh doanh đồ may mặc hay các cửa hàng thực phẩm, tạp hóa, mà có thể thấy ở khắp nơi thuộc Cộng hòa Séc, ở đây bạn có thể để xe rửa, và làm vệ sinh nội thất và với giá 300 korun (1 Euro khoảng 25 korun) mỗi xe.
Các gian hàng bán đồ ăn: rau, hoa quả tươi, đông lạnh; các hàng quán: phở, bánh mỳ kẹp thịt, bánh cuốn, bún chả, đậu phụ, mắm tôm, và cả cầy tơ.
Ngoài ra còn có dãy các văn phòng: bảo hiểm, vé máy bay, dịch vụ tư vấn… được phục vụ bởi những người sống ở đây rất lâu, đã từng được đào tạo tại đây hoặc thế hệ trẻ những người sinh ra lớn lên và học tập tại đây, điểm chung là tất cả họ đều nói tiếng Séc hoàn hảo. Với phí dịch vụ ít nhất 500 korun, một người mới đến sẽ nhận được những tư vấn về giấy tờ để họ được phép cư trú tại Cộng hòa Séc, làm thuế như thế nào, cần phải giải quyết vấn đề tại các cơ quan chức năng nào… 
Trong trung tâm thương mại Sapa, có một trường mẫu giáo. Trường hoạt động cả tuần từ sáng sớm đến tối muộn, tại đây nhận trông các trẻ em từ một tuổi và các bậc cha mẹ có thể gửi con cả ngày.
Ở Sapa lại có cả một cửa hàng bán đồ pha lê Séc, thường được mua làm quà cho những người Việt ở quê nhà.
Ở đây có nhiều trụ sở của các tạp chí tiếng Việt, với lượng xuất bản hàng nghìn mỗi tuần (dành cho cộng đồng người Việt tại Séc và một số nước châu Âu lân cận).
Bên cạnh tiệm áo cưới chúng tôi còn thấy cả một phòng thu âm được quản lý bởi một số bạn trẻ người Việt. Với 300 korun bạn có thể thu một bài hát với những điều kiện kỹ thuật như ca sĩ chuyên nghiệp.
Những quán ăn, nhà hàng là một trong những nguyên nhân chính hấp dẫn những người Séc ghé thăm khu trung tâm thương mại này, từ nhà hàng sang trọng đến quán ăn nhỏ hay chỉ là các quán ăn di động.

## Tệ nạn
Ma túy và lậu thuế, đó là hai vấn đề đã khiến chợ Sapa có lần trở thành tâm điểm của giới chính trị gia, cảnh sát và cả các đơn vị mật thám. Trong một cuộc họp cựu bộ trưởng Nội vụ, nghị sĩ František Bublan (ČSSD) cho là, chợ Sapa đã trở thành một “quốc gia riêng trong quốc gia” mà nhà nước Séc không thể quản lý. Ludvík Klema từ Ban cảnh sát thành phố Praha cho biết, Tội phạm có tổ chức ở đây chính là hoạt động sản xuất và buôn bán ma túy, “Tình hình tại Sapa đã vượt quá phạm vi của Praha. Đây không chỉ là vấn đề của cả nước Séc mà còn là cả châu Âu, bao gồm những luồng tiền không rõ nguồn gốc, chính sách di dân với Việt Nam và cuối cùng là ma túy,” Phát ngôn viên ban phòng chống ma túy Michal Hammer cho biết, cộng đồng Việt Nam chiếm tới đến hơn 50% các hoạt động trồng cần sa, mà những người này gần như chắc chắn phải có mối quan hệ với Sapa. Chúng tôi cũng lo ngại rằng cộng đồng Việt Nam không chỉ trồng cần sa mà còn sản xuất metamfetamin và pervitin.
Chủ tịch Hội Séc-Việt Marcel Winter cho rằng mọi cáo buộc nói trên đều sai sự thực. Winter nhận xét: "Khi người ta phát hiện ra là khu đất này chỉ cách bến tàu điện ngầm D sắp được xây 150 mét. Hàng loạt nhà thầu bắt đầu có nhu cầu về khu đất và bắt đầu tạo áp lực lên người Việt Nam,”.